# Bellis
La pratolina (nome scientifico Bellis L. 1753) è un genere di piante angiosperme dicotiledoni della famiglia delle Asteraceae, sottofamiglia Asteroideae, tribù Astereae (Bellis lineage) e sottotribù Bellidinae.

## Etimologia
Per i fiori così comuni come questo, l'etimologia del nome è sempre un problema in quanto si deve risalire parecchio indietro nel tempo. Alcuni dicono che il nome derivi da Bellide, una delle barbare e crudeli figlie (chiamate Danaidi) di Dànao, re di Argo; altri lo fanno derivare dal latino bellum (= guerra) in riferimento alle sue presunte capacità di guarire le ferite. Più facilmente, secondo i filologi moderni, il suo nome deriva dall'aggettivo (sempre latino) bellus (= bello, grazioso) con riferimento alla delicata freschezza di questo fiorellino.

Il nome scientifico di questo genere attualmente accettato (Bellis) è stato proposto da Carl von Linné (1707 – 1778) biologo e scrittore svedese, considerato il padre della moderna classificazione scientifica degli organismi viventi, nella pubblicazione ”Species Plantarum” (Sp. Pl. 2: 886) del 1753.

La specie tipo per il genere è Bellis perennis L. 1753.

## Descrizione

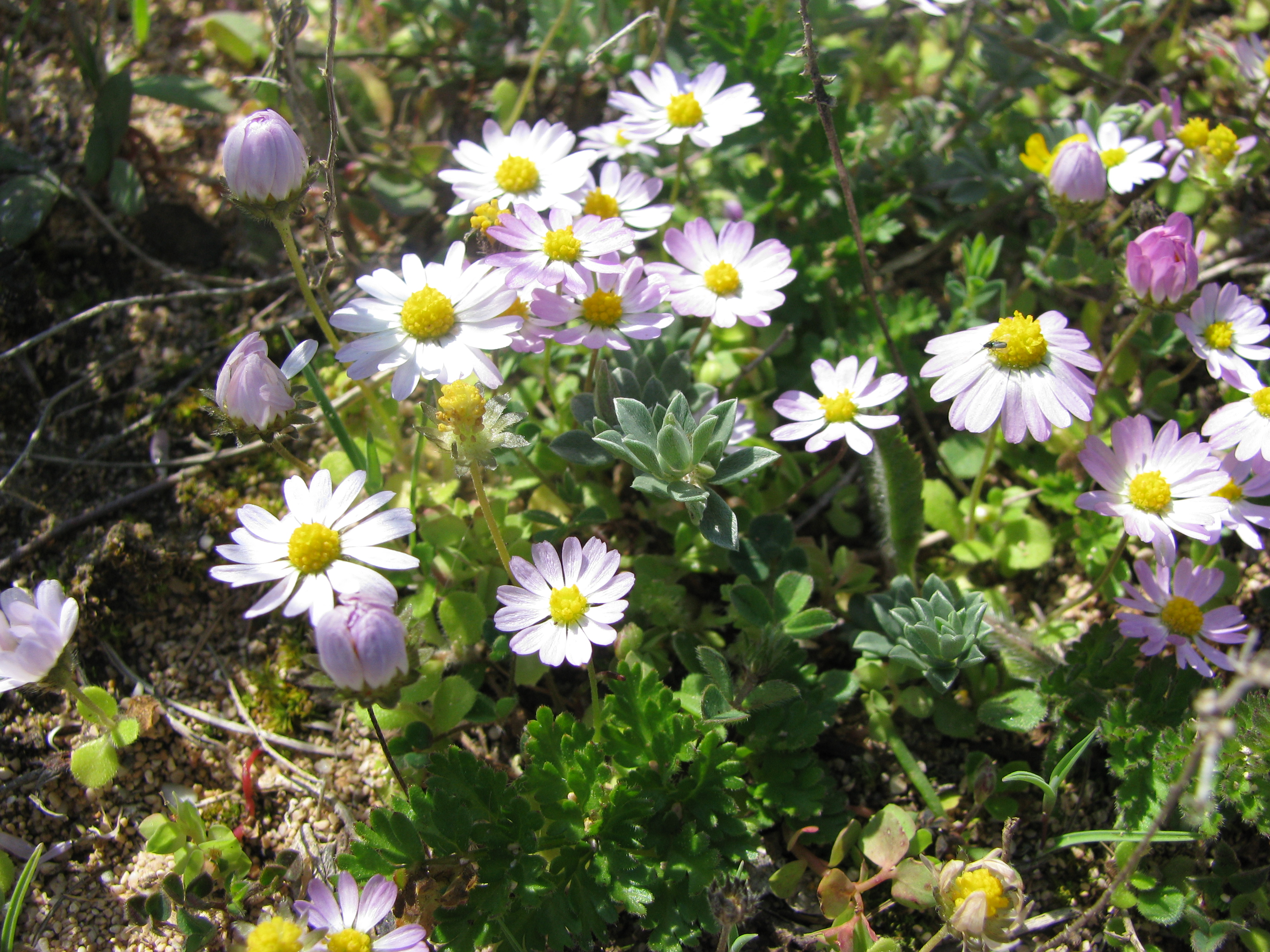
Il portamento
Bellis annua

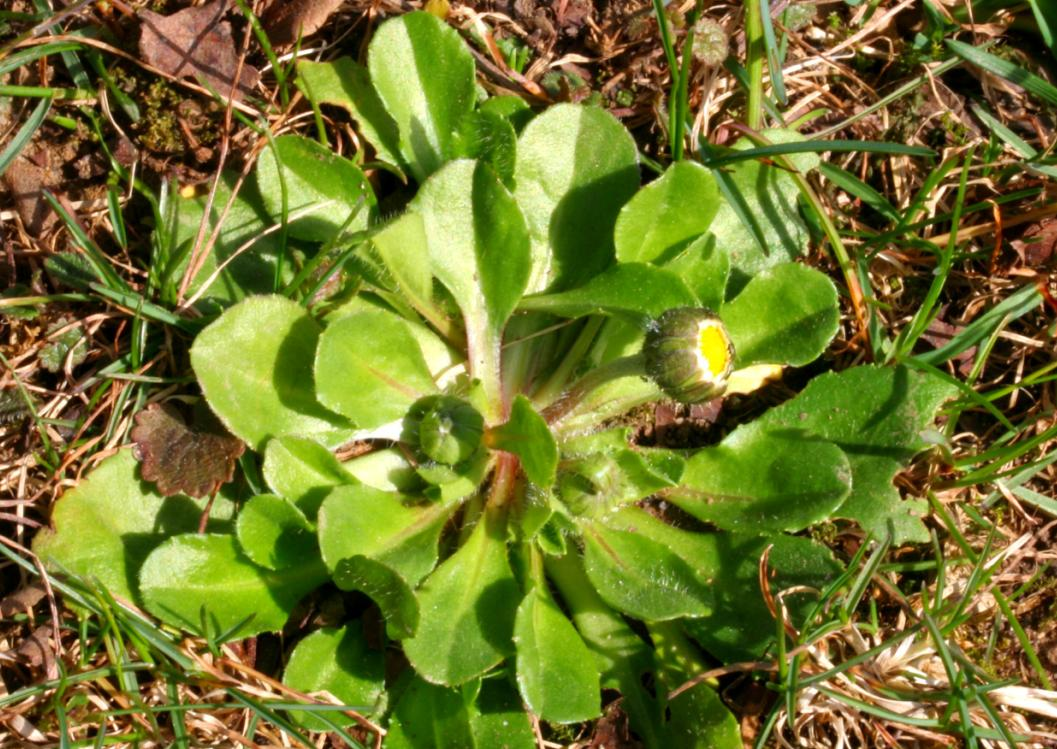
Rosetta basale
Bellis perennis

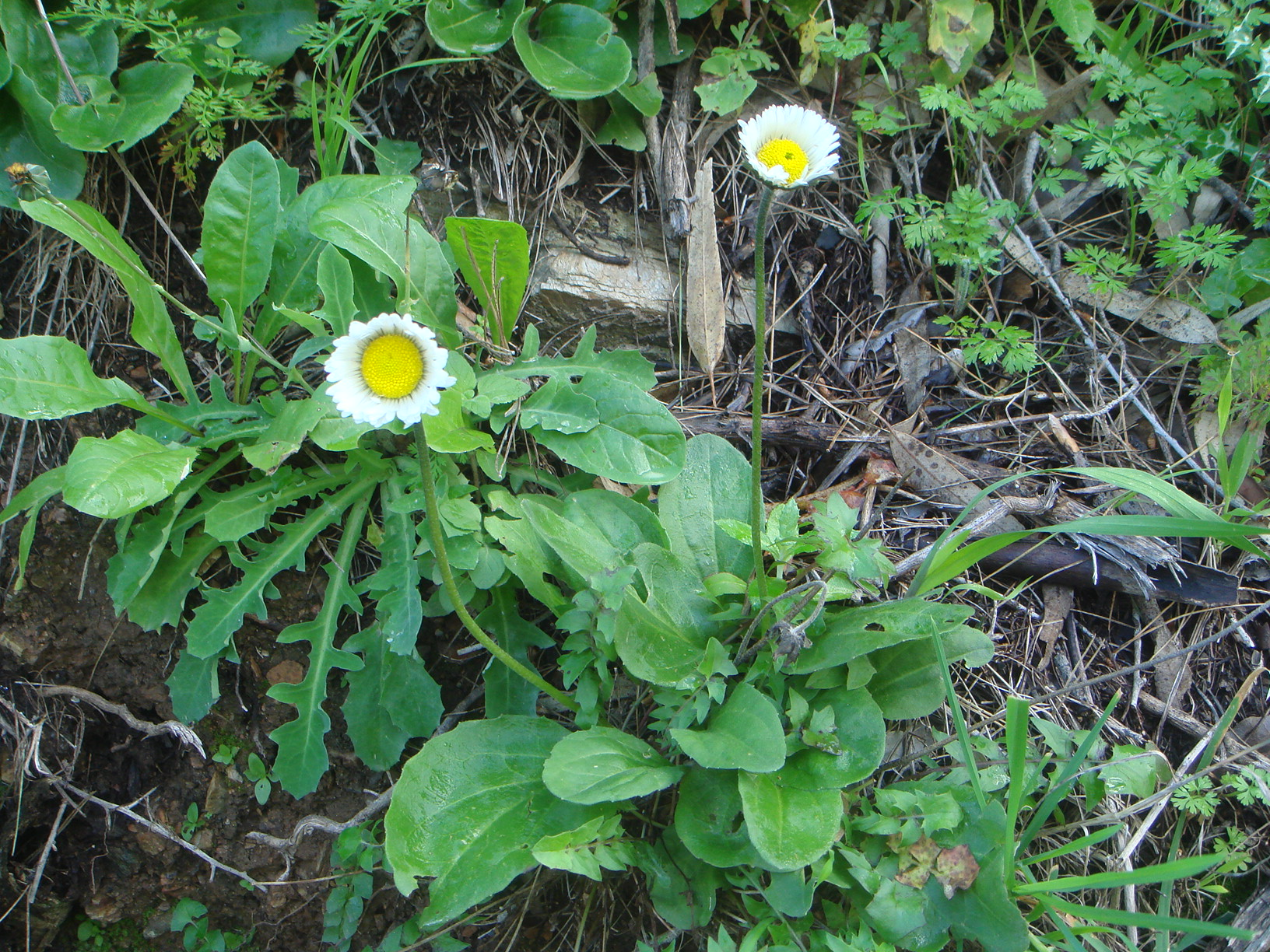
Infiorescenza
Bellis rotundifolia

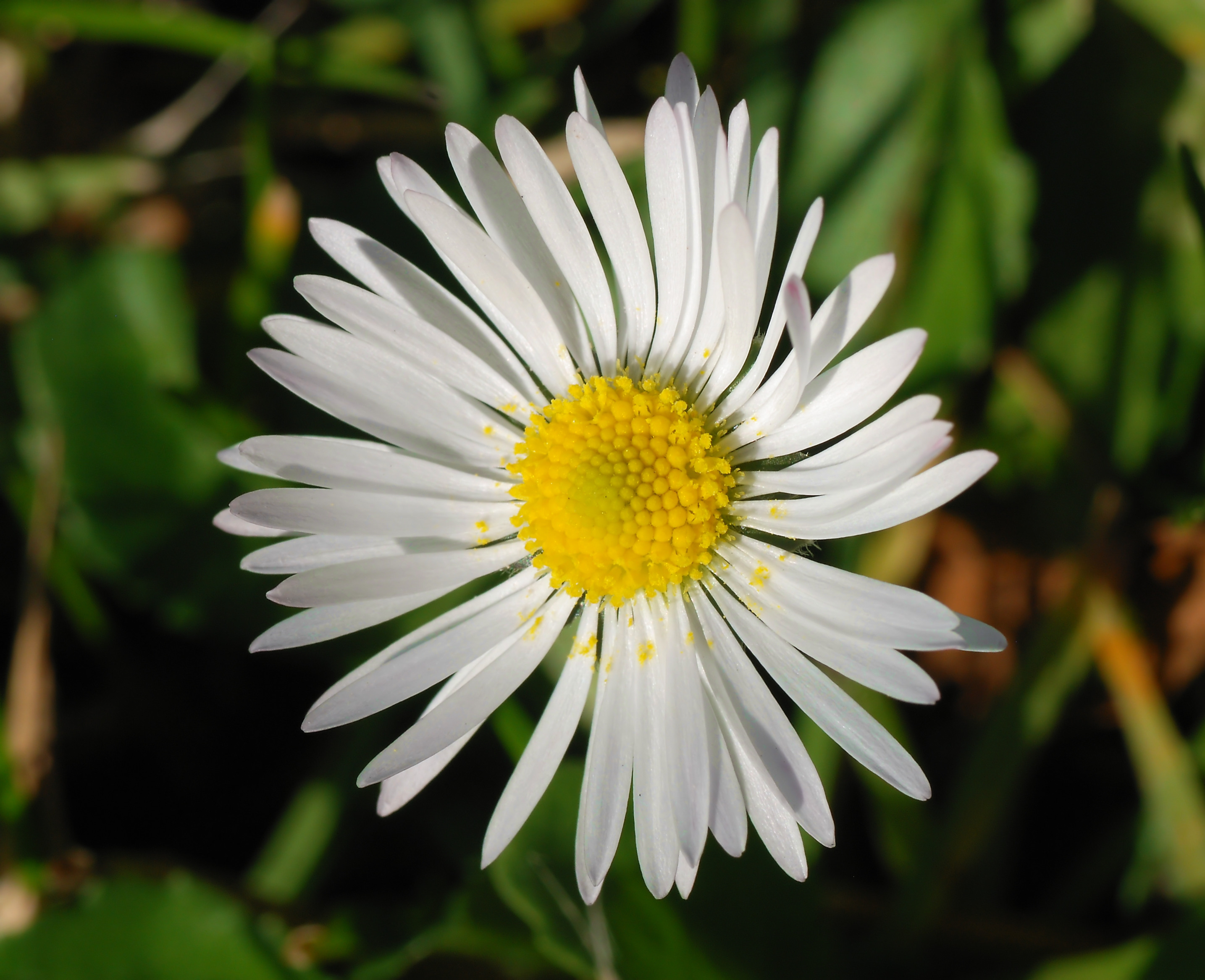
Il capolino
Bellis sylvestris

Portamento.  Le specie di questo genere hanno un habitus di tipo erbaceo annuale o brevemente perenne. Sono piante più o meno acauli, senza un fusto vero e proprio: il peduncolo fiorale nasce direttamente dalla rosetta basale. La forma biologica prevalente è emicriptofita rosulata (H ros), ossia sono piante erbacee (quasi cespitose) perenni con gemme svernanti al livello del suolo e protette dalla lettiera o dalla neve con delle foglie disposte a formare una rosetta basale. Altre forme biologiche sono T scap (terofita scaposa per la Bellis annua L. e Bellis pusilla (N. Terr.) Pign.).
Radici. Le radici, fibrose,  sono secondarie da fittone o rizoma.
Fusto. 
- Parte ipogea: la parte sotterranea consiste in un breve rizoma (a carattere fittonante).
- Parte epigea: la parte aerea è eretta, pressoché priva di foglie (fusto afillo), alla sommità della quale si trova l'infiorescenza. L'altezza di queste piante difficilmente supera i 30 cm.

Foglie. Le foglie sono disposte in modo alternato, e quasi sempre sono picciolate. Normalmente è presente solamente una rosetta basale. Raramente si possono avere alcune foglie alla base dello scapo. La lamina delle foglie è semplice e ampia con forme da spatolate a oblanceolate e ristrette verso il picciolo  (alato) mentre la parte più larga è verso l'apice della foglia; altri tipi di foglia sono a lamina più o meno circolare, lievemente dentata (o crenulata) all'apice e percorsa da un nervo centrale. Non sono presenti ghiandole.
Infiorescenza. Le sinflorescenze sono del tipo uniflora, composte da un unico capolino. Le infiorescenze vere e proprie sono composte da un capolino terminale peduncolato di tipo radiato con fiori eterogami. I capolini sono formati da un involucro, con forme cupolari, composto da diverse brattee (una quindicina), al cui interno un ricettacolo fa da base ai fiori di due tipi: fiori del raggio e fiori del disco. Le brattee, piatte (e verdi) con forme da ovate a ovali e arrotondate o appuntite all'apice e ricoperte da una sottile e irregolare peluria, a consistenza erbacea, sono disposte in modo più o meno embricato su due serie. Il ricettacolo in genere è nudo ossia senza pagliette a protezione della base dei fiori; la forma è conica/emisferica. Dimensione dell'involucro: larghezza 9 – 13 mm; lunghezza 4  – 6 mm.
Fiori.  I fiori sono tetra-ciclici (formati cioè da 4 verticilli: calice – corolla – androceo – gineceo) e pentameri (calice e corolla formati da 5 elementi). Si distinguono in:
- fiori del raggio (esterni): da 35 a 90 per capolino; sono femminili (fertili) e sono disposti su più serie; la forma è ligulata (zigomorfa) allargata;
- fiori del disco (centrali): sono più numerosi (da 60 a 80) con forme brevemente tubulose (attinomorfe); sono ermafroditi.

- Formula fiorale:

*/x K {\displaystyle \infty }, [C (5), A (5)], G 2 (infero), achenio
- Calice: i sepali del calice sono ridotti ad una coroncina di squame.

- Corolla: 
  - fiori del raggio: la forma della corolla alla base è più o meno tubulosa-imbutiforme, mentre all'apice è ligulata; la ligula allargata può terminare con alcuni dentelli appena visibili; il colore è bianco con sfumature rosate;
  - fiori del disco: la forma è tubulare bruscamente divaricata in 4 - 5 lobi; i lobi, patenti o eretti, hanno una forma deltata o più o meno lanceolata; il colore è giallo.

- Androceo: l'androceo è formato da 5 stami sorretti da filamenti generalmente liberi; gli stami sono connati e formano un manicotto circondante lo stilo; le teche (produttrici del polline) alla base sono troncate e sono lievemente auricolate (molto raramente sono speronate o hanno una coda); le appendici apicali delle antere hanno delle forme piatte e lanceolate; il tessuto endoteciale (rivestimento interno dell'antera) è quasi sempre polarizzato (con due superfici distinte: una verso l'esterno e una verso l'interno). Il polline è sferico con un diametro medio di circa 25 micron;  è tricolporato (con tre aperture sia di tipo a fessura che tipo isodiametrica o poro) ed è echinato (con punte sporgenti).[10][12]

- Gineceo: l'ovario è infero uniloculare formato da 2 carpelli.[6] Lo stilo (il recettore del polline) è profondamente bifido (con due stigmi divergenti) e con le linee stigmatiche marginali e separate.[13] I due bracci dello stilo hanno una forma deltata e possono essere papillosi.

Frutti. I frutti sono degli acheni con pappo; in alcune specie è presente un certo dimorfismo (gli acheni dei fiori del raggio differiscono dagli acheni dei fiori del disco);
- achenio: gli acheni hanno delle forme obovate compresse con un paio di coste; la superficie raramente è ghiandolosa (ghiandole sessili) ma brevemente strigosa o da cigliata a glabra e non sono presenti setole con apici a forma di ancora; la parete dell'achenio è formata da celle contenenti rafidi ma prive di fitomelanina; il carpoforo normalmente è anulare; il frutto è indeiscente;
- pappo: il pappo è formato da una corta corona di setole oppure è assente.

## Biologia
Impollinazione: l'impollinazione avviene tramite insetti (impollinazione entomogama tramite farfalle diurne e notturne).

Riproduzione: la fecondazione avviene fondamentalmente tramite l'impollinazione dei fiori (vedi sopra). In alcune specie è possibile anche una propagazione di tipo clonale favorita ad esempio nei prati falciati di frequente.

Dispersione: i semi (gli acheni) cadendo a terra sono successivamente dispersi soprattutto da insetti tipo formiche (disseminazione mirmecoria). In questo tipo di piante avviene anche un altro tipo di dispersione: zoocoria. Infatti gli uncini delle brattee dell'involucro (se presenti) si agganciano ai peli degli animali di passaggio disperdendo così anche su lunghe distanze i semi della pianta. Inoltre per merito del pappo il vento può trasportare i semi anche a distanza di alcuni chilometri (disseminazione anemocora).

## Distribuzione e habitat
La distribuzione delle specie di questo genere è soprattutto nella regione europea e circum-mediterranea (alcune specie sono state introdotte in America). Gli habitat tipici sono i prati e gli incolti.

Delle 5 specie  spontanee della flora italiana solo 2 vivono sull'arco alpino. La tabella seguente mette in evidenza alcuni dati relativi all'habitat, al substrato e alla diffusione delle specie alpine.
| Specie | Comunità vegetali | Piani vegetazionali | Substrato | pH     | Livello trofico | H2O   | Ambiente | Zona alpina         |
| --- | ----------------- | ------------------- | --------- | ------ | --------------- | ----- | -------- | ------------------- |
| B. perennis | 11                | collinare montano   | Ca-Si     | neutro | alto            | medio | B7 B8 F3 | tutto l'arco alpino |
| B. sylvestris | 9                 | collinare           | Ca/Si     | basico | basso           | arido | B1 B2    | IM                  |
| Legenda e note alla tabella. Substrato con “Ca/Si” si intendono rocce di carattere intermedio (calcari silicei e simili); vengono prese in considerazione solo le zone alpine del territorio italiano (sono indicate le sigle delle province). Comunità vegetali: 9 = comunità a emicriptofite e camefite delle praterie rase magre secche; 11 = comunità delle macro- e megaforbie terrestri Ambienti: B1 = campi, colture e incolti; B2 = ambienti ruderali, scarpate; B7 = parchi, giardini, terreni sportivi; B8 = frutteti e piantagioni di castagni; F3 = prati e pascoli mesofili e igrofili |                   |                     |           |        |                 |       |          |                     |

## Ecologia
Le specie del genere Bellis sono particolarmente favorite nei prati a pascolo o a sfalcio. Grazie alla loro minima altezza e soprattutto alla defilata posizione delle foglie (rosetta basale) di queste piante, sfuggono al taglio rispetto ad altre specie più alte. Un altro fattore a favore è la precoce fioritura, prima del primo taglio. Anche la propagazione clonale favorisce la crescita delle piante in questi habitat. Queste caratteristiche fenologiche sono importanti per adattare in modo positivo le piante al ritmo delle variazioni dell'altezza della cotica erbosa.

## Sistematica
La famiglia di appartenenza di questa voce (Asteraceae o Compositae, nomen conservandum) probabilmente originaria del Sud America, è la più numerosa del mondo vegetale, comprende oltre 23.000 specie distribuite su 1.535 generi, oppure 22.750 specie e 1.530 generi secondo altre fonti (una delle checklist più aggiornata elenca fino a 1.679 generi). La famiglia attualmente (2021) è divisa in 16 sottofamiglie; la sottofamiglia Asteroideae è una di queste e rappresenta l'evoluzione più recente di tutta la famiglia.

### Filogenesi
La tribù Astereae (una delle 21 tribù della sottofamiglia Asteroideae) comprende circa 40 sottotribù. In base alle ultime ricerche nella tribù sono stati individuati (provvisoriamente) 5 principali lignaggi:
- Basal grade: include alcuni generi isolati, il gruppo "South American-Oceania",  alcune sottotribù africane e il gruppo dei generi legnosi del Madagascar.
- Bellis lineage: comprende le sottotribù eurasiatiche e una sottotribù africana.
- Aster lineage: include i generi asiatici di Asterinae e i principali gruppi dell'Australia e dell'Oceania.
- Baccharis lineage: include alcuni gruppi sudamericani.
- North American lineage: include la vasta gamma di sottotribù del Nordamerica, Messico e alcuni gruppi distribuiti nel Sudamerica.

Il genere  Bellis (insieme alla sottotribù Bellidinae) è incluso nel lignaggio "Bellis lineage". Bellidinae fa parte dell'areale eurasiatico. 
Omar Fiz et al. (2002) hanno dimostrato che il genere Bellis è strettamente collegato al genere Bellium L. e formano un gruppo monofiletico. Propongono inoltre di includere Bellis, Bellium e il genere Bellidastrum nella sottotribù delle Bellidinae insieme ad un clade sister (clade parallelo) formato dalle specie eurasiatiche Galatella coriacea Novopokr. e Crinitaria linosyris (L.) Less. ; mentre non risulta nessun stretto collegamento con il genere Rhynchospermum. 

All'interno del gruppo Bellis sono stati individuati due cladi annidati (vedi cladogramma a lato - semplificato) e un gruppo basale:
- (1) gruppo B. perennis con cinque specie (sia annuali che perenni) e tre livelli di poliploidia, distribuite in tutto il Mediterraneo (altre specie italiane appartenenti al gruppo: B. annua e B.margaritifolia);
- (2) gruppo B. sylvestris con cinque specie (sia annuali che perenni) e cinque livelli di poliploidia, distribuite soprattutto nel Mediterraneo occidentale;
- (3) gruppo basale di specie perenni con diversi gradi di morfologia.

I due generi (Bellis e Bellium) si sono diversificati dal gruppo delle Astereae, e quindi hanno colonizzato il bacino del Mediterraneo da circa 7 - 3 milioni di anni fa.
Alcuni Autori a questi due generi (Bellium e Bellis) aggiungono il genere Bellidiastrum Less. (attualmente considerato un sinonimo del genere Osmitopsis Cass. - Il genere Osmitopsis e incluso nella sottotribù Osmitopsidinae della tribù Anthemideae); insieme formano il "Bellis group" (l'altro gruppo della sottotribù è "Galatella group").
In particolare l'età dei tre gruppi sono le seguenti:
- Gruppo basale: 2,8 milioni di anni fa;
- Gruppo perennis: 2,6 milioni di anni fa;
- Gruppo sylvestris: 2,3 milioni di anni fa.

Il cladogramma seguente (semplificato) mostra una possibile configurazione filogenetica del genere:
|  | B. annua - B. bernardi - B. margaritaefolia - B. perennis - B. prostrata |
|  |                                                                          |
|  | B. azoica                                                                |
|  |                                                                          |

|  | B. caerulescens - B. pappulosa - B. sylvestris |
|  |                                                |
|  | B. cordifolia                                  |
|  |                                                |

|  | B. annua - B. bernardi - B. margaritaefolia - B. perennis - B. prostrata |
|  |                                                                          |
|  | B. azoica                                                                |
|  |                                                                          |

|  | B. caerulescens - B. pappulosa - B. sylvestris |
|  |                                                |
|  | B. cordifolia                                  |
|  |                                                |

|  | B. annua - B. bernardi - B. margaritaefolia - B. perennis - B. prostrata |
|  |                                                                          |
|  | B. azoica                                                                |
|  |                                                                          |

|  | B. caerulescens - B. pappulosa - B. sylvestris |
|  |                                                |
|  | B. cordifolia                                  |
|  |                                                |

|  | B. annua - B. bernardi - B. margaritaefolia - B. perennis - B. prostrata |
|  |                                                                          |
|  | B. azoica                                                                |
|  |                                                                          |

|  | B. caerulescens - B. pappulosa - B. sylvestris |
|  |                                                |
|  | B. cordifolia                                  |
|  |                                                |

I caratteri distintivi del genere sono:
- le brattee dell'involucro sono biseriate;
- il pappo è assente oppure è formato da una anello di molto piccole scaglie.

Il numero cromosomico di base per il genere è: 2n = 18

### Elenco delle specie
Questo genere ha 14 specie:
- Bellis annua L.
- Bellis azorica  Seub.
- Bellis bernardi  Boiss. & Reut.
- Bellis caerulescens  Coss. & Balansa
- Bellis cordifolia  (Kunze) Willk.
- Bellis hyrcanica  Woronow
- Bellis longifolia  Boiss. & Heldr.
- Bellis margaritifolia  Huter, Porta & Rigo
- Bellis pappulosa  Boiss. ex DC.
- Bellis perennis  L.
- Bellis prostrata  Pomel
- Bellis pusilla  (N.Terracc.) Pignatti
- Bellis rotundifolia  (Desf.) Boiss. & Reut.
- Bellis sylvestris  Cirillo

### Specie spontanee italiane
Per meglio comprendere ed individuare le varie specie del genere (solamente per le specie spontanee della flora italiana) l'elenco che segue utilizza in parte il sistema delle chiavi analitiche (vengono cioè indicate solamente quelle caratteristiche utili a distingue una specie dall'altra):
- 1A: le piante sono annue; la parte bassa del fusto è ramosa e fogliosa;

Bellis annua L. - Pratolina annuale: sono piante alte da 4 a 6 cm; il ciclo biologico è annuo; la forma biologica è terofita scaposa (T scap); il tipo corologico è Steno-Mediterraneo / Macarones. L'habitat tipico i prati incolti fino ad una altitudine di 800 m s.l.m.. La distribuzione sul territorio italiano è comune al centro e al sud (isole comprese).
- 1B: le piante sono perenni; il fusto è afillo e semplice (tutte le foglie si trovano in una rosetta basale);

- 2A: il diametro dei capolini raggiunge i 3 - 4 cm; le brattee dell'involucro sono lunghe 7 – 10 mm;

Bellis sylvestris Cirillo - Pratolina autunnale: la forma delle foglie è oblanceolata e progressivamente ristretta verso il picciolo; l'apice delle squame dell'involucro è acuto. Sono piante alte da 1 a 3 dm; il ciclo biologico è perenne; la forma biologica è emicriptofita rosulata (H ros); il tipo corologico è Steno-Mediterraneo. L'habitat tipico gli incolti, i prati e gli oliveti fino ad una altitudine di 1400 m s.l.m.. La distribuzione sul territorio italiano è comune al centro e al sud (isole comprese).
Bellis margaritaefolia Hunter, P. & R. - Pratolina calabrese: la forma delle foglie è obovata-subrotonda con base tronca; l'apice delle squame dell'involucro è ottuso. Sono piante alte da 2 a 5 dm; il ciclo biologico è perenne; la forma biologica è emicriptofita rosulata (H ros); il tipo corologico è Endemico. L'habitat tipico i prati umidi fino ad una altitudine di 800 m s.l.m.. Si trova solamente al sud.
- 2B: il diametro dei capolini è minore di 3 cm; le brattee dell'involucro sono lunghe 3 – 5 mm;

Bellis perennis L. - Pratolina comune: i capolini sono piccoli (2 cm). Sono piante alte da 5 a 15 cm; il ciclo biologico è perenne; la forma biologica è emicriptofita rosulata (H ros); il tipo corologico è Europeo-Caucasico / Circumboreale. L'habitat tipico gli incolti e prati fino ad una altitudine di 2000 m s.l.m.. È comune su tutto il territorio italiano.
Bellis pusilla (N. Terr.) Pign. - Pratolina nivale: i capolini sono più piccoli di 2 cm. Sono piante alte da 2 a 7 cm; il ciclo biologico è perenne; la forma biologica è emicriptofita rosulata (H ros); il tipo corologico è Orofita – Sud Est Europeo. L'habitat tipico i pascoli innevati fino ad una altitudine compresa tra 2100 e 2600 m s.l.m.. È rara e si trova solo negli Appennini centrali.

### Sinonimi
Sono elencati alcuni sinonimi per questa entità:
- Bellidium Bertol.
- Belliopsis  Pomel
- Kyberia  Neck.
- Seubertia  H.C.Watson

## Generi simili
La morfologia (forma del capolino, colore dei vari fiori, portamento) di queste piante è molto comune con specie di altri generi. Qui di seguito ne indichiamo alcune.
- Aster bellidiastrum (L.) Scop. - Astro falsa pratolina: è una pianta più alta e si può distinguere dall'involucro formato da più serie di brattee.
- Leucanthemopsis alpina (L) Heywood -  Margherita alpina: vegeta a quote più alte (2000- 3600 m s.l.m.) e si differenzia sia per le foglie maggiormente seghettate che per l'involucro con squame su più serie disposte in modo embricato.

Infine citiamo il genere Leucanthemum (le “classiche” margherite dei campi) le cui specie si differenziano sia per la maggiore altezza, ma anche per la presenza di foglie lungo il fusto e infine per l'involucro formato da brattee su più serie disposte in modo embricato.

## Usi

### Farmacia
In queste piante sono presenti alcuni composti chimici tra i quali: tannino, resina vegetale, oli essenziali e saponina. 
Altre proprietà medicamentose di alcune specie (secondo la medicina popolare):
- oftalmica  (cura le patologie dell'occhio);
- emolliente (risolve uno stato infiammatorio);
- bechica (azione calmante della tosse);
- antiecchimotica (rallenta la diffusione del sangue nei tessuti adiacenti ad una contusione);
- battericida (proprietà di impedire o rallentare lo sviluppo dei microbi);
- antispasmodica (attenua gli spasmi muscolari, e rilassa anche il sistema nervoso);
- lassativa (ha proprietà purgative).

### Giardinaggio
Le specie del genere Bellis possono essere considerate piante infestanti a causa del loro sviluppo tappezzante (vedi la propagazione clonale nel paragrafo “Riproduzione”), ma sono anche usate come piante ornamentali grazie all'aspetto delicato dei loro fiori (di alcune specie sono stati prodotti diversi cultivar). Queste piante crescono bene in un terreno “sciolto”, piuttosto arenoso, e concimato; vanno messe in zone soleggiate.

### Altro
È pianta visitata dalle api.